# Michiel de Ruyter Vijfje

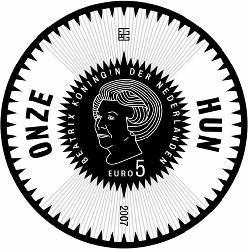
Michiel de Ruyter Vijfje (voorzijde)

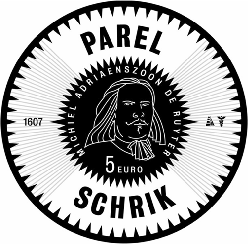
Michiel de Ruyter Vijfje (keerzijde)

Het Michiel de Ruyter Vijfje is een zilveren Nederlandse herdenkingsmunt met de waarde van 5 euro. Van deze munt is ook een gouden versie gemaakt met als nominale waarde 10 euro.
De eerste slag van deze munt vond plaats op 24 maart 2007 in het Zeeuws maritiem muZEEum in Vlissingen door staatssecretaris van Financiën Jan Kees de Jager. Op die dag was het precies 400 jaar geleden dat Michiel Adriaanszoon de Ruyter geboren werd. Martijn Engelbregt ontwierp deze munt.

## Details
|           | Circulatie Vijfje | Proof Vijfje    | Tientje       |
| --------- | ----------------- | --------------- | ------------- |
| Metaal:   | zilver 925/1000   | zilver 925/1000 | goud 900/1000 |
| Gewicht:  | 11,9 gram         | 11,9 gram       | 6,72 gram     |
| Diameter: | 29 mm             | 29 mm           | 22,5 mm       |
| Oplage:   | 520.000           | 17.500          | max 7.000     |